# Jičíněves - zámek
Jičíněves - zámek este o arie protejată (arie specială de conservare — SAC, sit de importanță comunitară — SCI) din Republica Cehă întinsă pe o suprafață de 0,37 ha, integral pe uscat.

## Localizare
Centrul sitului Jičíněves - zámek este situat la coordonatele 50°22′23″N 15°20′32″E / 50.373056°N 15.342222°E.

## Înființare
Situl Jičíněves - zámek a fost declarat sit de importanță comunitară în aprilie 2005 pentru a proteja 1 specie de animale. Situl a fost protejat și ca arie specială de conservare în aprilie 2017.

## Biodiversitate
Situată în ecoregiunea continentală, aria protejată nu include niciun habitat protejat.
La baza desemnării sitului se află o specie protejată de  mamifere: liliacul mic cu potcoavă (Rhinolophus hipposideros).